# 帕特诺斯特 (电梯)

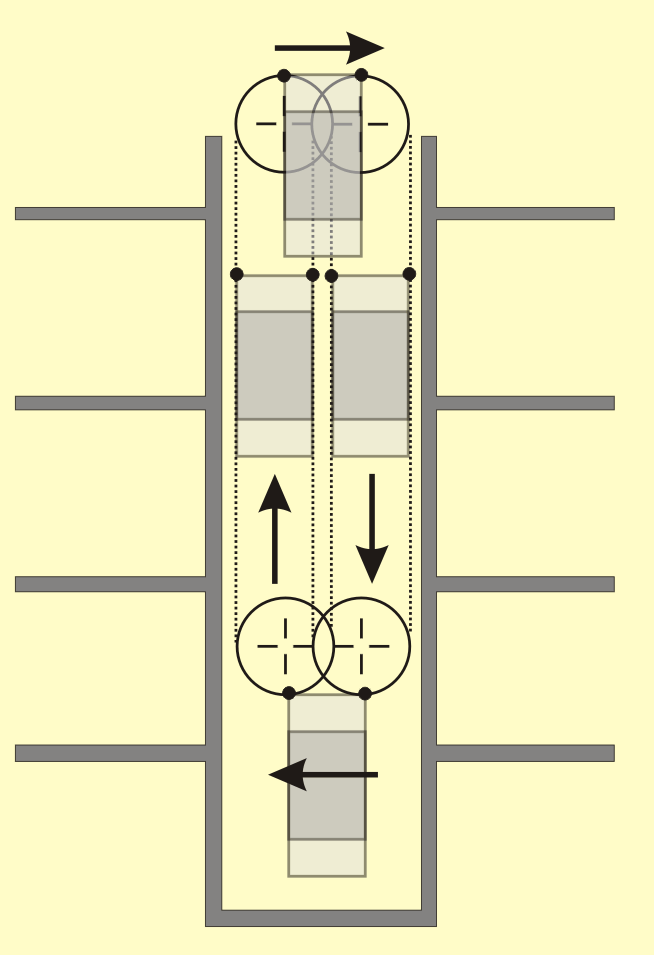

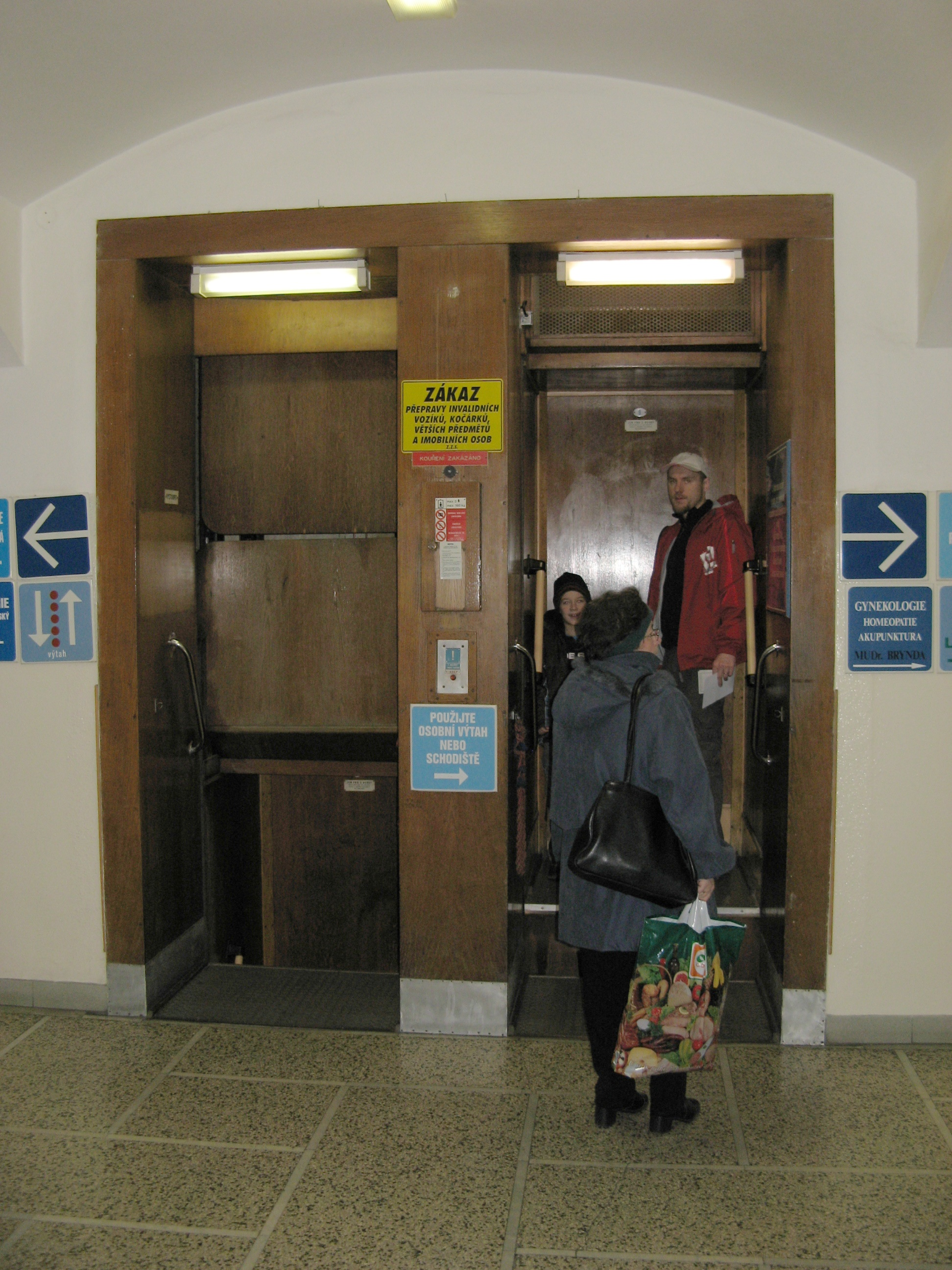
布拉格的帕特诺斯特

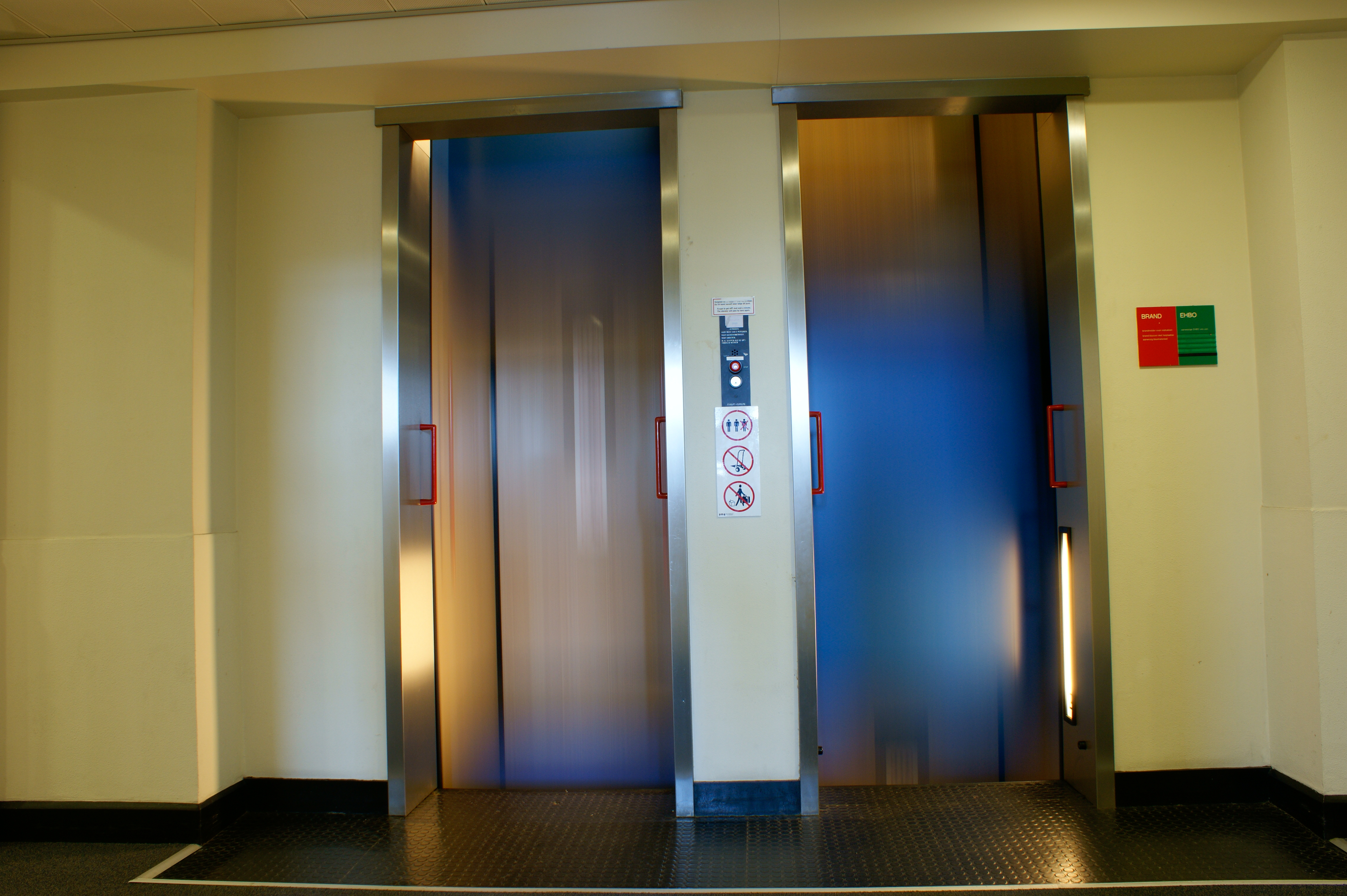
海牙的帕特诺斯特电梯，当时它还在正常运作

帕特诺斯特（英語：Paternoster）或帕特诺斯特电梯（英語：Paternoster lift）是一种乘客电梯，電梯由一连串开放的隔间所组成（通常每隔间仅供两人使用）並于建筑物的梯井里缓慢地不停上下移动。乘客可以随心在任何楼层走上或走下该电梯。一些用于储存大量的文件（纸质文档）或小零件的档案柜也有使用相同的技术。此外，有另一种相对比较小的带式升降平台，有时候被称为“帕特诺斯特”，它由设有台阶和梯级的环形带所组成，但并不包括隔间。
“帕特诺斯特”在拉丁文中解作“我们的天父”，是拉丁語版主禱文开篇的两个词。最初之所以如此命名，是因为该电梯是以一个循环的形式出现，這種形式就如同使用玫瑰经念珠背诵祈祷时一样。
由于安全原因，帕特诺斯特在20世纪70年代中期被暂停继续建造。但是，许多已建成的帕特诺斯特在广大群众的呼声下仍然得以保留。到目前为止，绝大多数仅存的帕特诺斯特均位于欧洲范围内：德国有230部、捷克共和国有68部。只有两部是位于欧洲以外的地区：一部在马来西亚，另一部在秘鲁。

## 历史
1868年，彼得·艾利斯在利物浦的奥利尔钱伯斯大楼建造了第一部可被称为帕特诺斯特的电梯。1877年，英国工程师彼得·哈特为第一部帕特诺斯特获得了一项专利。1884年，英国达特福德的工程公司J&E Hall利用哈特的专利，在伦敦一幢办公大楼里安装了第一部“循环电梯”。    
因为相比起普通电梯，帕特诺斯特可以承载更多乘客，所以在20世纪上半叶，帕特诺斯特受到了广泛的欢迎。相比英国，它们在欧洲大陆地区较为普遍，特别是在公共建筑中。帕特诺斯特运行速度较慢，通常为每秒30厘米（约1英尺/秒），以便乘客出入电梯。

## 安全性
许多国家已经不再允许建设新的帕特诺斯特，因为使用不当时，它会为乘客带来很高的事故风险。2012年，荷兰海牙一名81岁的老人因失足掉进帕特诺斯特的竖井而丧生。老年人、残疾人和儿童是最容易受压伤或失去肢体的高危人群。
1975年9月，纽卡斯尔大学克莱蒙特大楼里的帕特诺斯特因一名乘客意外丧生后而终止运作。当时，一个隔间到达环状带的顶端时意外离开了导轨，导致紧跟其后的两个隔间进入了线组房。现在这部帕特诺斯特由一部传统电梯所代替。在西德，新的帕特诺斯特于1974年被禁止安装，并在1994年试图关闭所有现有的装置。然而，民众对于当时的禁令，以及2015年的另一项禁令进行了大量的抗争。因此，截至2015年，德国仍留有231部帕特诺斯特。
2006年4月，日立公司宣布，计划推出一种带有电脑控制车厢和标准电梯门的现代帕特诺斯特式电梯，以缓解安全隐患。2013年2月14日，该原型正式曝光。

## 现存的帕特诺斯特
许多帕特诺斯特电梯已经关闭，但在全世界范围内，有一些还保留下来。
在德国基尔的施勒斯威格-荷尔斯泰因州议会大厦，有一部自1950年以来一直运作的帕特诺斯特。
在柏林，保守党小报《图片报》的办公室有一部19层高的帕特诺斯特，在报纸社论的强力捍卫下，它才得以持续运作。雪菲爾大学的艺术塔有一部据说是世界上最大的帕特诺斯特。
20世纪90年代末，在英国曼彻斯特国王街的国民威斯敏斯特银行分行大楼里，仍有一部帕特诺斯特继续运作。而埃塞克斯大学科尔切斯特校区的图书馆有一部帕特诺斯特仍在运作中。
2017年12月8日，莱斯特大学宣布位于该校爱登堡塔里大楼的帕特诺斯特将终止运作。
英國雪菲爾大學藝術大樓裡面的仍然在運作。

## 图片
- 运作中的帕特诺斯特
- 运作中的帕特诺斯特内部

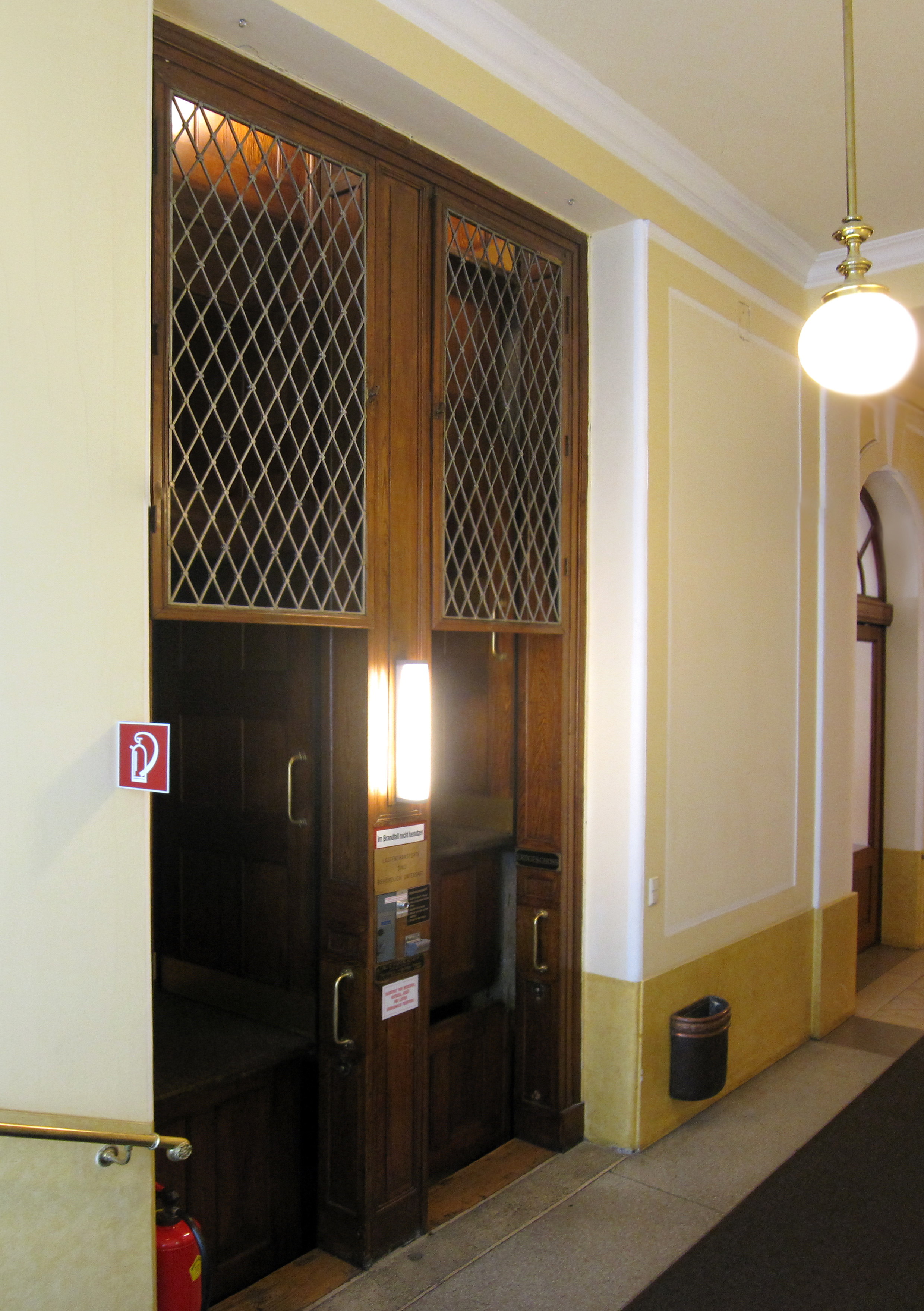
维也纳的帕特诺斯特，建于1910年
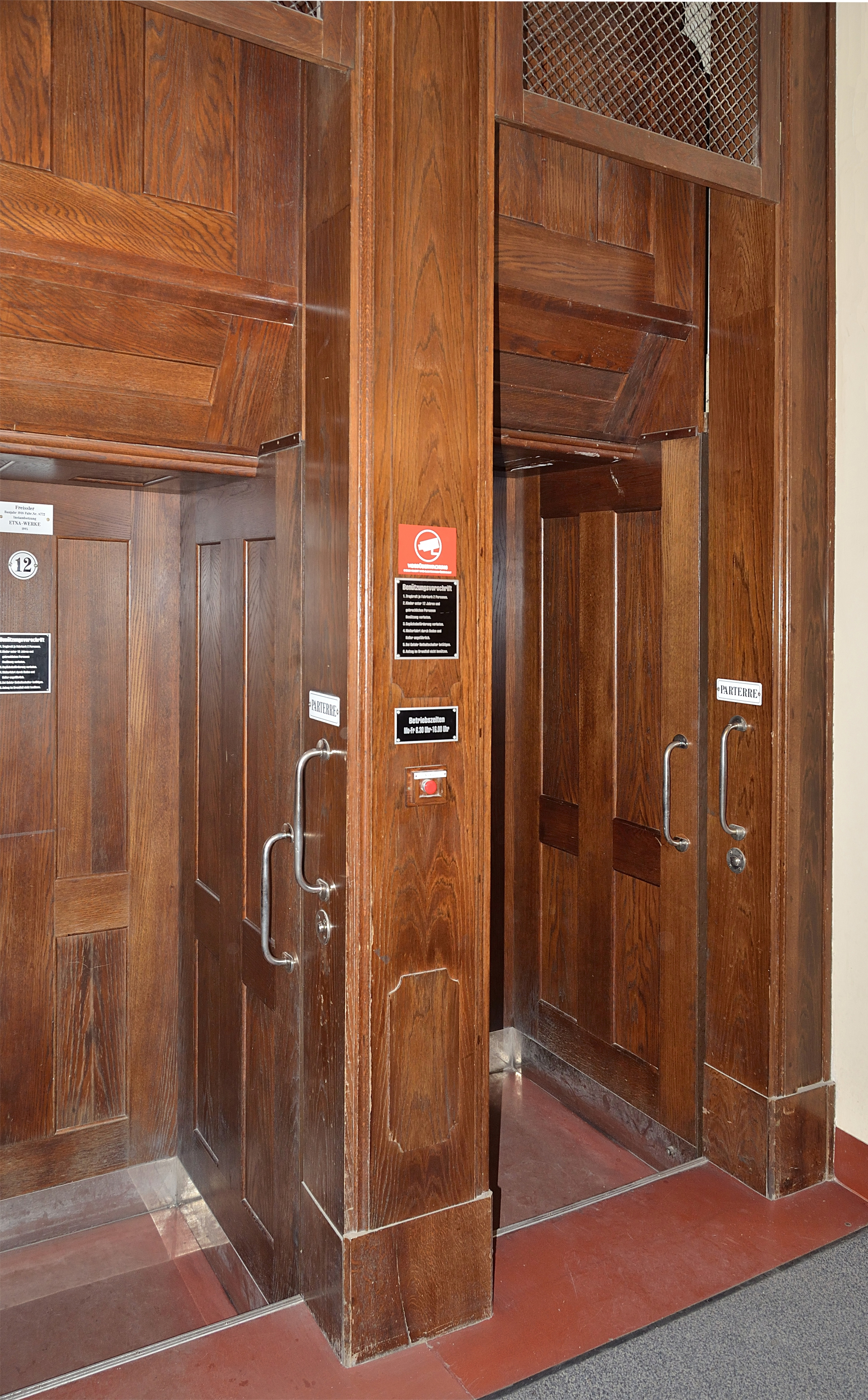
维也纳市政厅，建于1918年
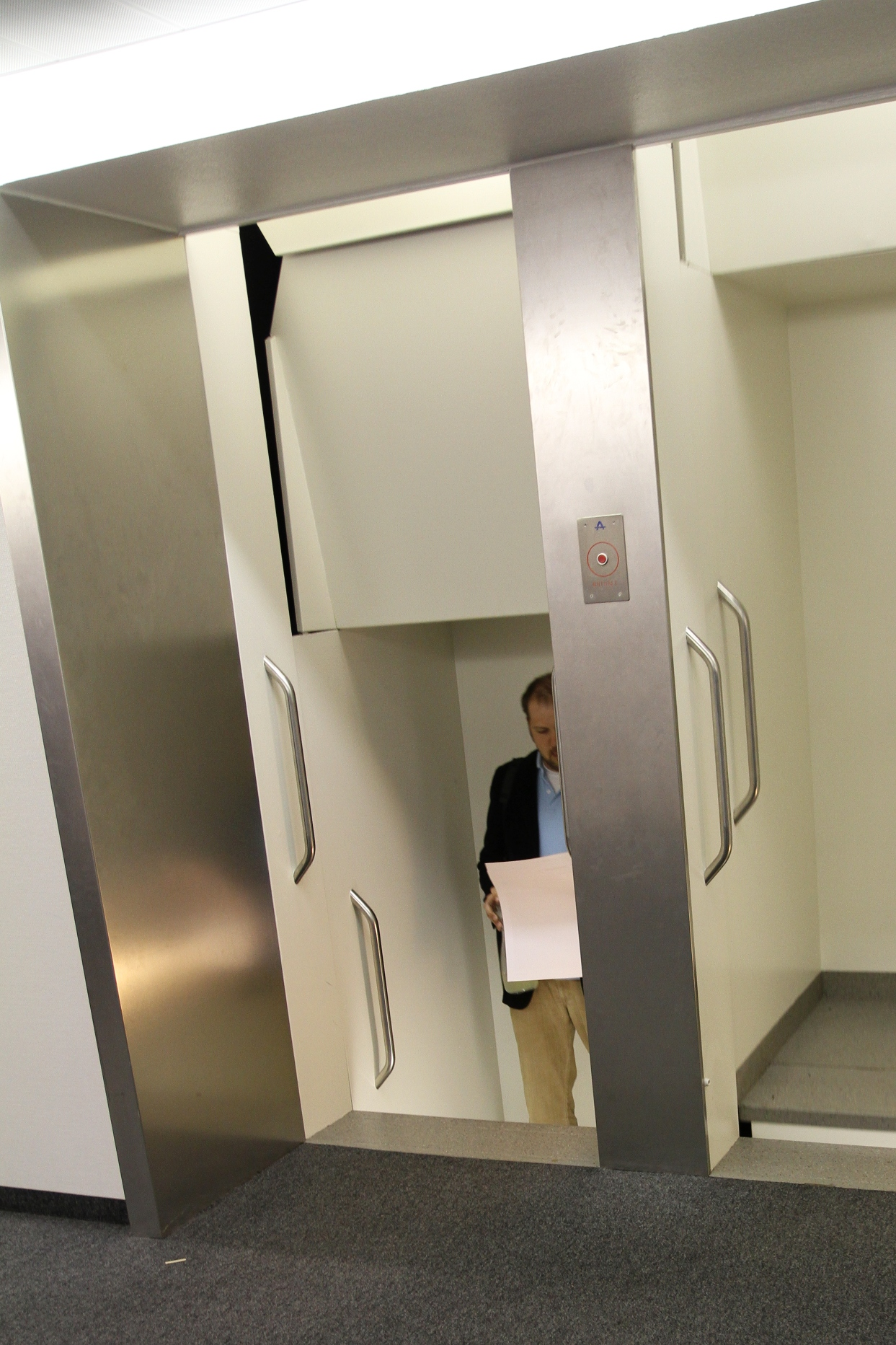
阿克塞儿·斯普林格集团总部的帕特诺斯特
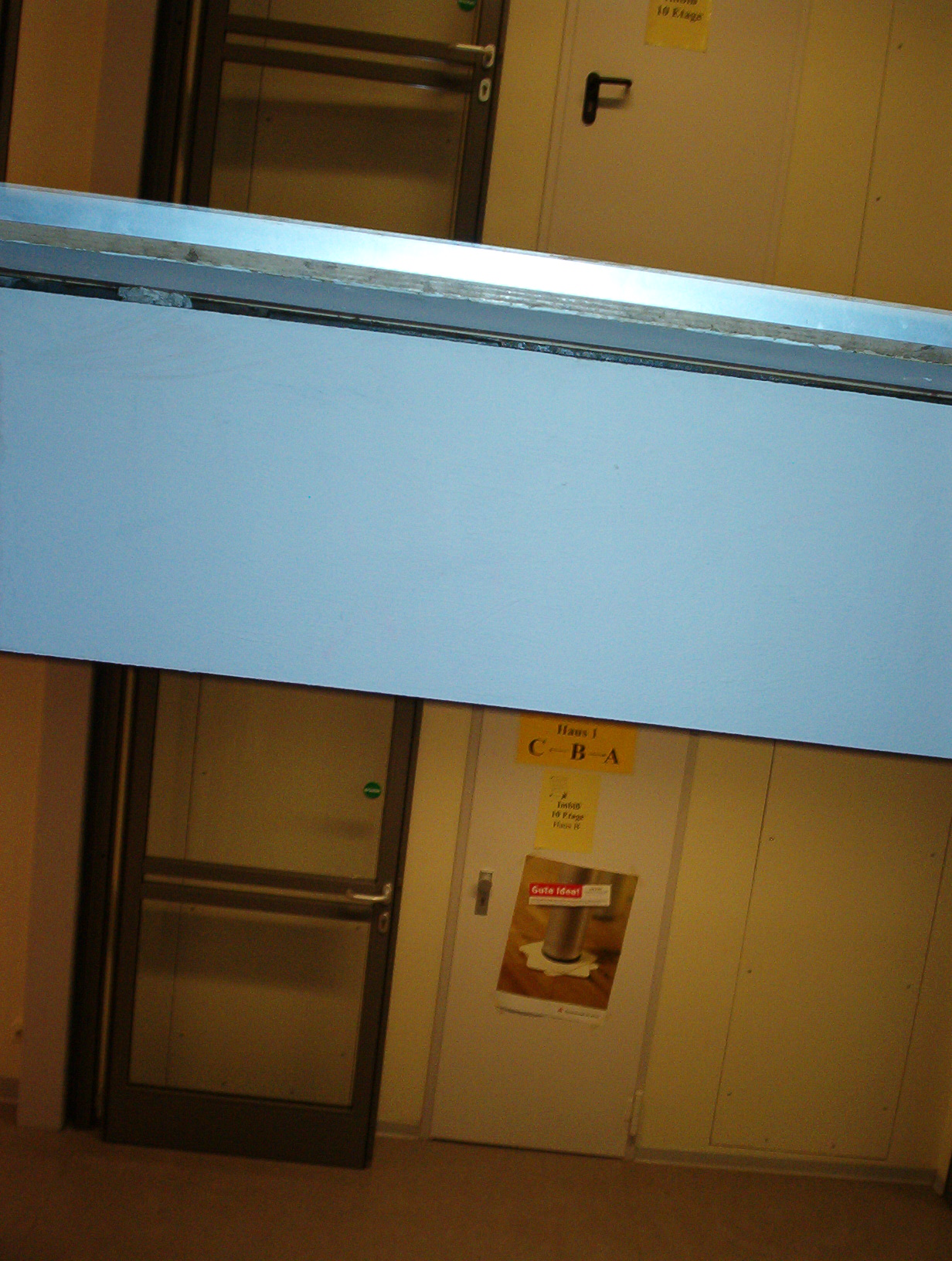
帕特诺斯特内部，展示楼板
- 埃塞克斯大学，阿尔伯特·斯洛曼图书馆里仍在运作的帕特诺斯特，2014年前
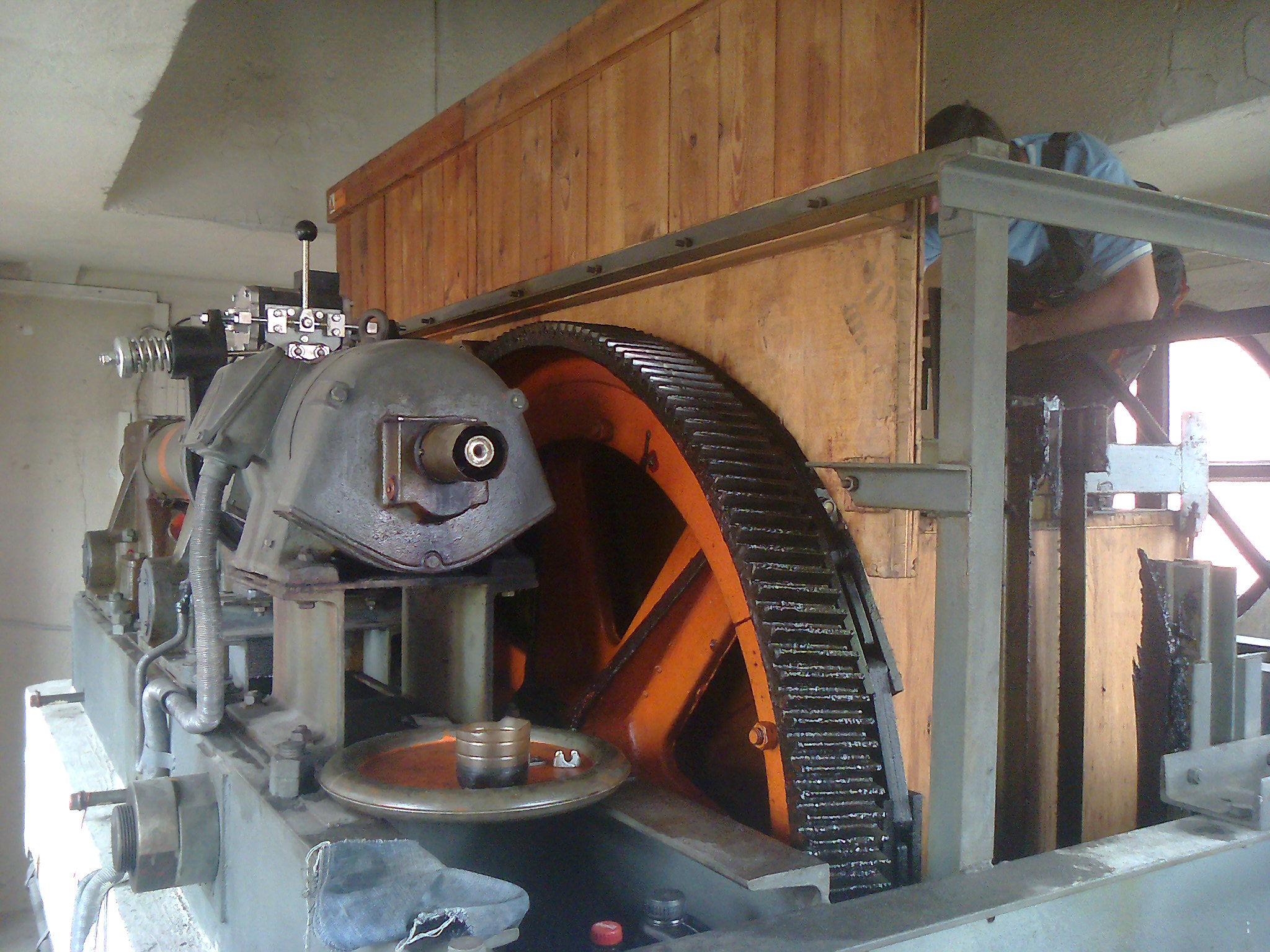
布拉格的帕特诺斯特机械装置